# Zeuaques, o Jovem
Zeuaques (em grego: Ζευαχ(ης) / Ζηουαχ(ης), Zeuach(ēs) / Zēouach(ēs)), dito o Jovem, foi um nobre do século I, ativo durante o reinado do mefe Farasmanes I (r. 1–58). 

## Vida
A existência de Zeuaques é atestada na Estela de Serapitis localizada em Armazi. De acordo com o texto, serviu como vitaxa (vice-rei) de Gogarena. Também é dito que foi esposo de Carpace e pai de Serapitis, a esposa de Iodmanganes. Uma gema com as efígies de Zeuaques e Carpace oriunda do cinturão de ouro atribuído a Aspaurucis foi localizada e é possível, pela distância cronológica entre eles, que fossem avós de Aspaurucis. Cyril Toumanoff sugeriu, cruzando informações de outra estela, que era pai de Xaragas. A inscrição de Serapitis não informa a qual dinastia Zeuaques pertenceu e Toumanoff propôs incluí-lo na sugerida dinastia guxárida.